# Suzuki MotoGP

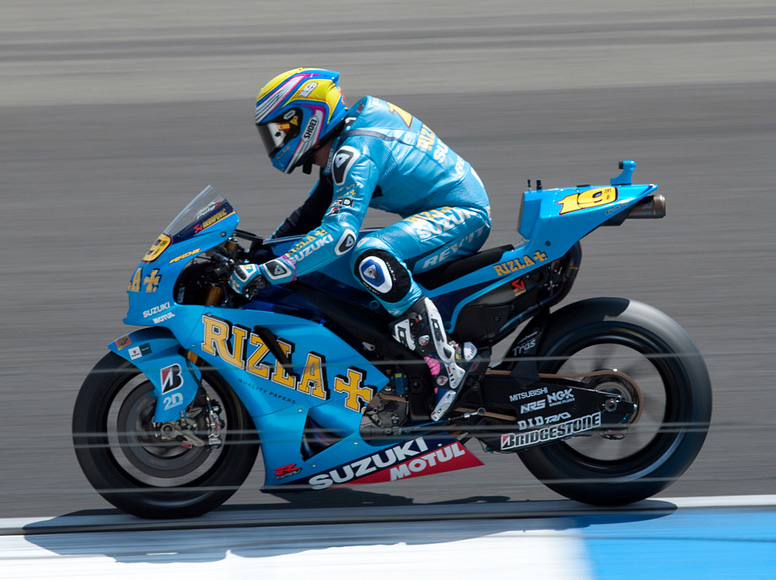
Álvaro Bautista, atual piloto da equipe.

A Suzuki MotoGP é a equipe oficial da Suzuki no Mundial de MotoGP. A equipe atualmente compete com o nome de Rizla Suzuki MotoGP por motivos de patrocinio. Atualmente tem como piloto oficial o espanhol Álvaro Bautista, que pilota uma Suzuki GSV-R. 
O aposentado piloto brasileiro Alex Barros teve sua primeira vitória em 1993 pilotando para essa equipe, curiosamente o ano em que seu companheiro de equipe, Kevin Schwantz foi Campeão Mundial.
A Suzuki teve seus auges no final da década de 70, início da década de 80, onde venceu quatro títulos do Mundial de pilotos e sete títulos do mundial de contrutores entre os anos de 1976 a 1982.

## Historia
A Suzuki estreou nas 500cc, categoria denominada na época, em 1974, com os pilotos Barry Sheene e Jack Findlay pilotando uma Suzuki RG500. Barry Sheene ganhou o Campeonato de 1976 com cinco vitórias. Repetiu o feito em 1977, vencendo seis corridas. Seu companheiro Steve Parrish foi o quinto. Em 1978 Sheene foi o segundo atrás de Kenny Roberts.
Randy Mamola se juntou a Suzuki em 1980, neste mesmo ano Mamola foi o segundo e Marco Lucchinelli o terceiro. Porém em 1981 Lucchinelli se tornou Campeão Mundial e em 1982 foi a vez de Franco Uncini. Essa foi a melhor época da Suzuki. Nos anos seguintes a Suzuki deu uma caida, deixou um pouco de aparecer, mas voltou forte em 1993.
Em 1993 a Suzuki era pilotada pelo americano Kevin Schwantz e o novato brasileiro Alex Barros. Schwantz foi Campeão Mundial com quatro vitórias e Barros terminou em sexto com uma vitória na ultima corrida do ano. Em 1994 a Suzuki não era mais a mesma, Schwantz venceu duas corridas e terminou em quarto enquanto Barros foi oitavo sem vitórias. Nos próximos anos a Suzuki deu uma caida de novo, ficou de 1995 a 1999 sem vitórias.
O novo piloto Kenny Roberts Jr se juntou a Nobuatsu Aoki para 1999 e logo na primeira corrida venceu, tirando o jejum da Suzuki. Roberts Jr. teve mais três vitórias e terminou em segundo enquanto Aoki em decimo terceiro. Em 2000 Roberts Jr. compriu sua promessa e se tornou Campeão Mundial com quatro vitórias e Aoki foi o decimo. Após a temporada de 2000, Roberts Jr. caiu muito de produção e a Suzuki não venceu mais nenhuma corrida até 2007.

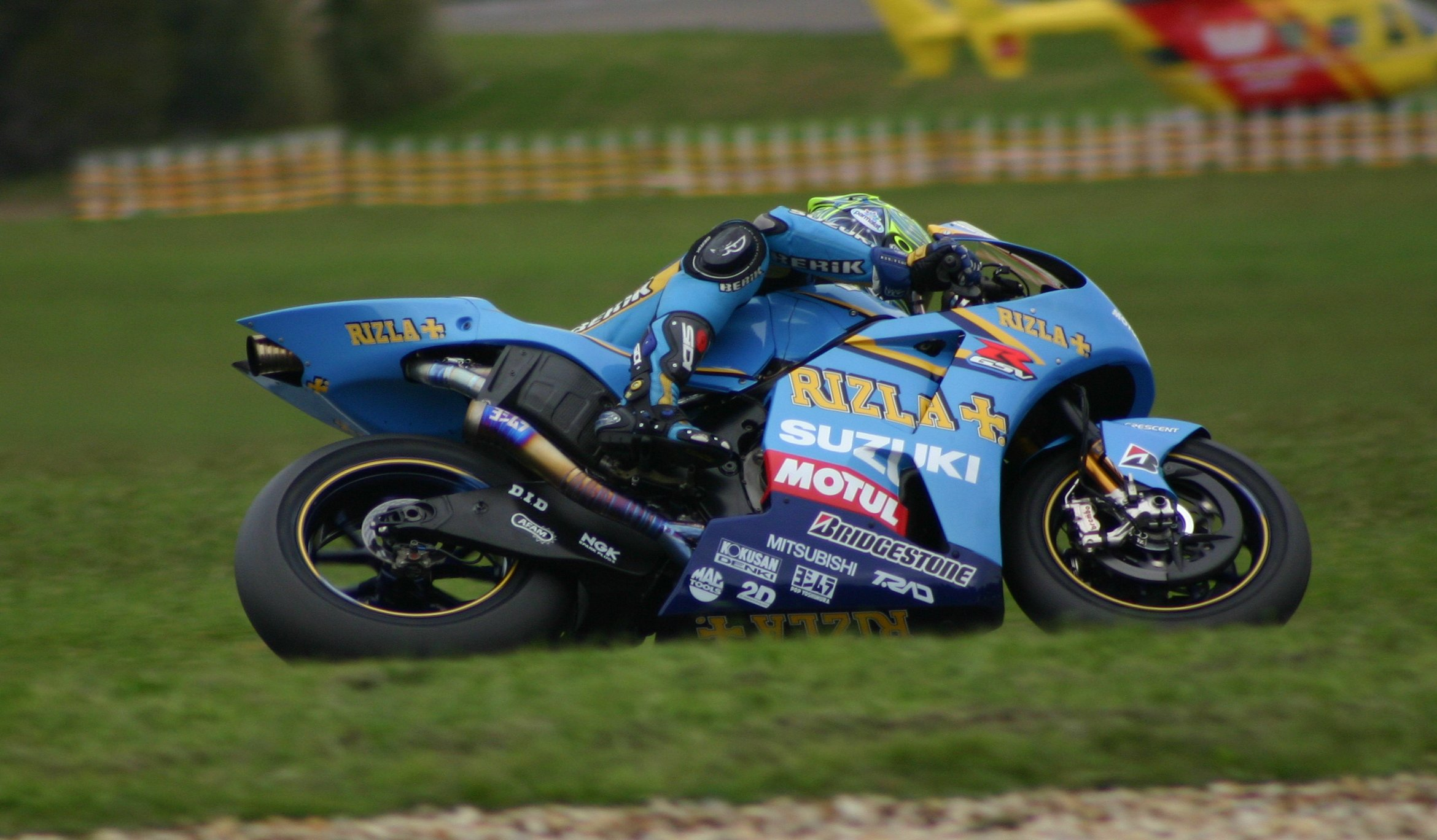
Chris Vermeulen em 2006.

Em 2007 a Suzuki tinha como pilotos Chris Vermeulen e John Hopkins. Esse foi o melhor ano da equipe desde 2000, a moto melhorou muito. Vermeulen consegue uma vitória no Grande Prêmio da França, a primeira desde 2002 quando o nome mudou para MotoGP, além desta vitória ele teve mais três pódios e terminou em sexto com 179 pontos. Por sua vez Hopkins também mostrou serviço, conseguiu quatro pódios e terminou em quarto com 189 pontos. Para 2008 a Suzuki manteve Vermeulen que desta vez foi acompanhado por Loris Capirossi, ambos não fizeram um bom campeonato, terminado em oitavo e decimo respectivamente. Em 2009 a Suzuki manteve a dupla, porém fizeram um campeonato pior que o ano anterior.
Álvaro Bautista se juntou a equipe em 2010, seu companheiro foi Capirossi, e novamente não fizeram um bom campeonato, Bautista foi o decimo terceiro com 85 pontos e Capirossi o decimo sexto com 44 pontos. Em 2011 com a ida de Capirossi para outra equipe Bautista ficou como único piloto da equipe e por esse motivo John Hopkins foi o piloto substituto, caso Bautista estivesse impossibilitado de correr.

## Titulos do mundial de pilotos

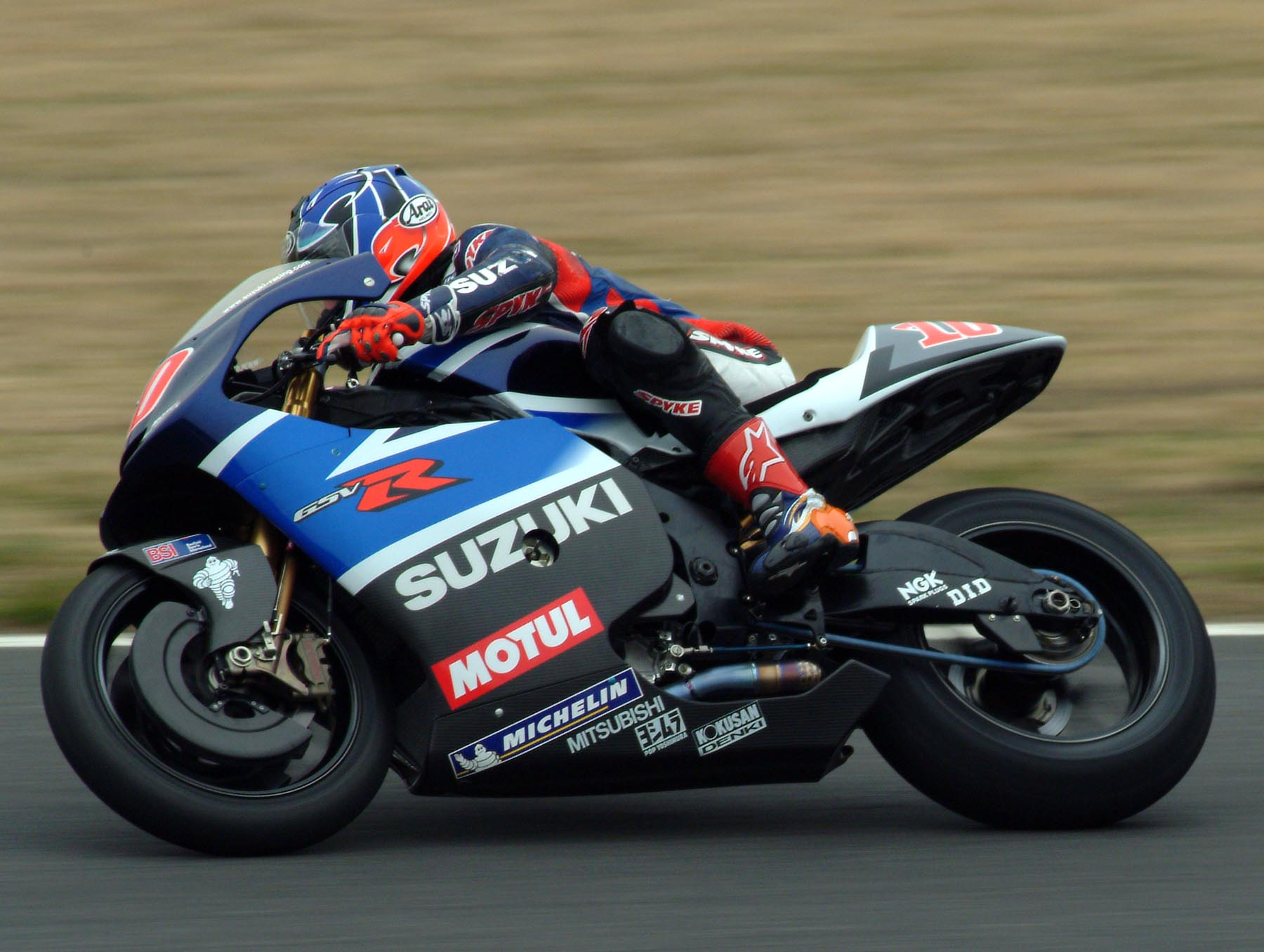
Kenny Roberts Jr., Campeão Mundial de 2000.

Ao passar dos anos a Suzuki foi Campeã de pilotos por seis vezes, o último deles foi em 2000 com Kenny Roberts Jr.
- 1976 e 1977 com Barry Sheene
- 1981 com Marco Lucchinelli
- 1982 com Franco Uncini
- 1993 com Kevin Schwantz
- 2000 com Kenny Roberts Jr